# Сенюшкин, Юрий Васильевич
Юрий Васильевич Сенюшкин  (3 сентября 1926, Староюрьево, Тамбовская губерния — 7 января 2004, Москва) — советский железнодорожный управленец и инженер, 7-й начальник Московского метрополитена (1979—1986).

## Биография
Юрий Сенюшкин родился 3 сентября 1926 года в селе Староюрьево (ныне — Староюрьевского района Тамбовской области). В 1941—1942 годы учился в Московском автомеханическом техникуме. С августа 1942 года по октябрь 1943 года работал токарем в Центральном НИИ технологии машиностроения. Затем с октября 1943 года по август 1946 года учился в Московском техникуме железнодорожного транспорта им. Дзержинского (сейчас Московский колледж железнодорожного транспорта Российского университета транспорта, МКЖТ РУТ).
В 1946—1956 годы работал на различных участках Московской железной дороги. В 1956 году поступил в Тбилисский институт инженеров железнодорожного транспорта и окончил его с отличием в 1959 году.
В 1959—1962 годах был преподавателем и заведующим локомотивным отделением Московского техникума железнодорожного транспорта. В 1962 году вновь вернулся на Московскую железную дорогу и по 1979 год работал там на руководящих должностях.

### Московский метрополитен
Юрий Сенюшкин стал исполняющим обязанности начальника Московского метрополитена 31 октября 1979 года, сменив на посту Евгения Легостаева. 12 декабря того же года приказом министра путей сообщения его официально утвердили в новой должности.
При Сенюшкине в рамках одиннадцатой пятилетки проводились работы по реконструкции, техническому оснащению и дальнейшему развитию линий метрополитена. Было проложено 39,8 км путей и построены 23 новые станции, в том числе введены в эксплуатацию Серпуховский радиус с 8 станциями и участок Горьковско-Замоскворецкой (ныне — «Замоскворецкой») линии от станции «Каширская» до станции «Орехово». Организовано движение 8-вагонных составов на Ждановско-Краснопресненской (ныне — «Таганско-Краснопресненской») линии, введён 45-парный график движения поездов на Калужско-Рижской линии. 28 марта 1984 года метрополитен поставил новый рекорд перевозки пассажиров — 8,2 млн человек.
17 февраля 1982 года на станции «Авиамоторная» оборвалась лестничная цепь эскалатора, в результате чего тот стремительно поехал вниз. В давке погибли 8 человек, и 30 человек получили телесные повреждения различной степени тяжести. Эта авария стала на тот момент крупнейшей техногенной катастрофой в истории московского метрополитена. После аварии Сенюшкин обращался в Горком КПСС и в исполком Моссовета, предлагая временно закрыть всю Калининскую линию на время проверки эскалаторов нового типа, однако разрешения на это не получил. Годом ранее, 10 июня 1981 года на перегоне «Третьяковская» — «Октябрьская» сгорели 4 вагона после возникновения пожара в аккумуляторном ящике под одним из вагонов. Официально сообщалось только о нескольких пострадавших пожарных, тогда как газета The New York Times со ссылкой на очевидцев писала о 7 погибших.
Под конец руководства Сенюшкина в метро стартовал процесс декоммунизации топонимики Московского метро, начавшийся со станции метро «Красные Ворота»; его наиболее активная фаза продолжилась при следующем начальнике — Евгении Дубченко. 12 сентября 1986 года Сенюшкин был освобожден от занимаемой должности в связи с выездом в загранкомандировку, а его должность занял Евгений Дубченко. В дальнейшем работал консультантом в Праге.

## Награды
Юрий Сенюшкин за свою трудовую деятельность был неоднократно отмечен государственными и ведомственными наградами и званиями:
- Орден Ленина;
- Орден Трудового Красного Знамени;
- Орден «Дружбы народов»;
- Орден «Знак Почёта»;
- Медаль «За доблестный труд»;
- Знак «Почётный железнодорожник».